# Сафардиз
Сафардиз — город в юго-восточном Хорезме, упоминаемый в средневековых источниках. Об этом селении приводят данные Истахри, Абу Са‘д ас-Сам‘ани и Якут аль-Хамави.

## Расположение
Яхъя Гулямов, анализируя расположение Сафардиза, приводит свою локализацию этой местности и анализ месторасположения:
У Истахри, кроме дороги из Хивы на Гургандж, указывается другая дорога, шедшая в Кят через селение Сафардиз. Расстояние между последним и Хивой 5 фарсахов, а от Сафардиза до Кята 3 фарсаха. Это, безусловно, та же самая дорога, которая часто упоминается у Абулгази (XVII век). По ней ездили из Хивы в Кят через город Ханки. Расстояния, приведенные у Истахри, почти полностью соответствуют действительному расстоянию между этими тремя пунктами. Поэтому Сафардиз можно локализовать в городе Ханки. Жители Ханки хранят в своей памяти много легенд из истории города. По этим рассказам, город Ханки в древности назывался другим именем, которого они не знают.
В этом городе имеется хонако, построенное для сына или племянника знаменитого ясевийского шейха Сеид-ата. Во время монгольского нашествия город Ханки был разрушен и там уцелело только хонако, вокруг которого впоследствии возродилась жизнь. С тех пор город стал называться Хан(а)ко» (Ханко).
Эта легенда, очевидно, соответствует исторической действительности; у Абулгази и авторов хивинских хроник название города пишется не просто Ханко (حانقا), а в транскрипции Ханакох (حانقاه). Самъани и Якут, упоминая Сафардиз, помещают его где-то около Амуля (Чарджоу). На этом основании де Гуйе отождествил Сафардиз с известным Садваром. Такое отождествление, безусловно, ошибочно, потому что, во-первых, Садвар со времени Макдиси и до сих пор сохранил своё название и местоположение; во-вторых, расстояние между Хивой и Садваром не 5 фарсахов (около 35 км), а около 10 фарсахов. Селение Сафардиз пока ещё не локализовано.